# DELF-DALF-Programm

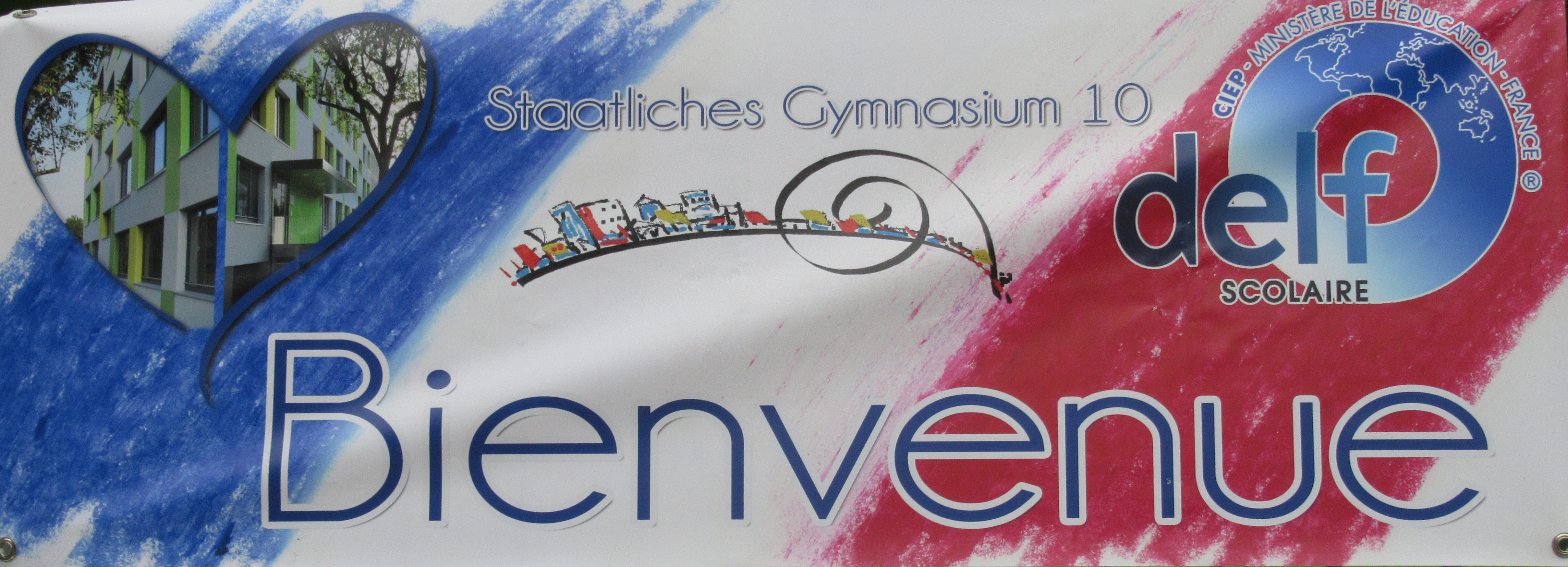
Beispiel für DELF-scolaire-Prüfungsort: Gymnasium 10 in Erfurt

Das DELF-DALF-Programm (Diplôme d’études en langue française – Diplôme approfondi de langue française) beschreibt (seit September 2005, in der Schweiz seit November 2007) ein Zertifizierungsprogramm für die französische Sprache, bestehend aus sechs vollkommen unabhängigen Einheiten. Weltweit gibt es in 154 verschiedenen Ländern (auch in Frankreich) insgesamt 900 anerkannte Prüfungszentren. Alle Diplome tragen das Siegel des Ministère de l’Éducation nationale.
Die sechs Einheiten stimmen seit der Reform mit dem Referenzrahmen des Europarats und des europäischen Sprachenportfolios überein.
Franzosen können diese Prüfungen grundsätzlich nicht absolvieren. Französische Staatsbürger, die kein Französisch sprechen, können allerdings bei der nationalen DELF-DALF-Kommission eine entsprechende Sondererlaubnis erhalten. Das Reglement schließt allerdings andere Personen mit französischer Muttersprache, sofern diese nicht die französische Staatsbürgerschaft besitzen, nicht grundsätzlich aus.
Die Prüfungen können bei Nichtbestehen beliebig oft wiederholt werden. Bestandene Prüfungen können nur wiederholt werden, wenn der Kandidat vorher schriftlich auf das bereits erworbene Diplom verzichtet. Dieser Verzicht ist unwiderruflich.
Gegen die Entscheidungen der jeweiligen nationalen Jurys kann kein Rekurs geführt werden.

## DELF(Diplôme d’études en langue française)
Das DELF besteht aus vier Einheiten:

### A1
A1 ist das elementare Niveau und deshalb für Spracheinsteiger geeignet. Der Inhaber eines solchen Diploms kann über sich selbst und seine nähere Umwelt sprechen.
Die Prüfung besteht aus folgenden Teilen:
- Hörverstehen: Kurze Situationen (insgesamt drei Minuten) aus dem Alltag werden zweimal abgespielt. Anschließend müssen Fragen beantwortet werden.
- Leseverstehen: Auch hier werden Dinge aus dem Alltag in drei bis fünf Dokumenten behandelt und anschließend sind Fragen zu beantworten.
- Schreiben: Ausfüllen eines Formulars, Schreiben von einfachen Texten wie Postkarten o. Ä.
- Sprechen: Durch den Prüfungsexperten geführtes Gespräch, simulierter Dialog, Vorstellung der eigenen Person

Der kollektive Prüfungsteil dauert insgesamt ca. 120 Minuten. Dazu kommt die mündliche Prüfung (einzeln, zehn Minuten Vorbereitung und fünf bis sieben Minuten Prüfung). Pro Disziplin können 25 Punkte erzielt werden. Die Prüfung gilt als bestanden, wenn insgesamt mindestens 50 von 100 und in keinem Teil weniger als fünf Punkte erzielt wurden.

### A2
Das DELF A2 bescheinigt dem Prüfling bereits fortgeschrittene Fähigkeiten. Der Teilnehmer wird hier als Teil der Gesellschaft betrachtet. Folglich muss er Dinge wie die Höflichkeitsform und das Führen einfacher Gespräche beherrschen.
Die Prüfung besteht aus folgenden Teilen:
- Hörverstehen: wie bei A1, aber der Text dauert ca. fünfzehn Minuten
- Leseverstehen: wie bei A1
- Schreiben: Verfassen von zwei Texten; einer kurzen Beschreibung (über ein Ereignis oder eine persönliche Erfahrung) sowie eines informellen Briefs (Einladung, Dankes- oder Entschuldigungsbrief, Auskunft, Information etc.)
- Sprechen: wie bei A1.

Hier dauert die kollektive Prüfung ca. 100 Minuten und die mündliche besteht aus zehn Minuten Vorbereitung plus sechs bis acht Minuten eigentlicher Prüfung. Die Bedingungen sind genau wie bei A1.
Während das DELF A1 bereits mit dem im Französischunterricht erworbenen Kenntnisstand von mindestens zwei Jahren abgelegt werden kann, ist zum erfolgreichen Absolvieren des Prüfungsumfangs für das DELF A2 der Kenntnisstand von drei bis vier Lernjahren nützlich. Der einzige Unterschied liegt in der Diskussion mit dem Prüfer über einen vorliegenden Text.

### B1
Mit B1 erreicht der Kandidat das unabhängige Niveau. Er kann einer Diskussion folgen und an ihr teilnehmen, er drückt seine eigene Meinung aus und kann auf überraschende Alltagssituationen reagieren. Flexible und versierte sprachliche Äußerungen gehören hier bereits zum Wortschatz des Diplomanden.
Die Prüfung besteht aus folgenden Teilen:
- Hörverstehen: wie bei A1, aber der Text dauert nun 6 Minuten
- Leseverstehen: Informationen bezogen auf eine gegebene Aufgabe aus einem Text herauslesen sowie einen Zeitungsartikel o. ä. analysieren
- Schreiben: Kurzaufsatz, in dem man seine eigene Meinung zu einem gegebenen Thema darlegt
- Sprechen: wie bei A1, aber zusätzlich auch das Darlegen seiner eigenen Meinung bezogen auf einen vorher völlig unbekannten Artikel oder ein Ereignis.

Die Prüfungsdauer (kollektiv) beträgt ca. 105 Minuten. Der mündliche Teil sieht zehn Minuten Vorbereitungszeit (nur für den zusätzlichen Teil), gefolgt von 15 Minuten Prüfung vor. Die Bedingungen bleiben unverändert.

### B2
Bei B2 kann der Kandidat nicht nur seine Meinung sagen, sondern seinen Standpunkt auch verteidigen und weiter ausführen. Er verhandelt und diskutiert ohne Schwierigkeiten und ist in der Lage, seine Fehler selbst zu korrigieren.
Die Prüfung besteht aus folgenden Teilen:
- Hörverstehen: Fragen zu einem Interview oder einer Nachrichtensendung (nur einmal abgespielt) sowie zu einem Vortrag oder einer Fernseh- bzw. Radiosendung (zweimal abgespielt) beantworten. Das Hördokument dauert acht Minuten.
- Leseverstehen: Fragen zu einem Artikel über Frankreich oder den französischsprachigen Raum sowie zu einem argumentativen Text beantworten.
- Schreiben: Verfassen eines Texts als Beitrag zu einer Debatte (eigene Meinung), formeller Brief
- Sprechen: eigenen Standpunkt darlegen und verteidigen.

Der kollektive Teil dauert nun 150 Minuten, wobei das Leseverstehen und Schreiben jeweils eine Stunde dauern. Der mündliche Teil sieht 30 Minuten Vorbereitungszeit, gefolgt von 20 Minuten Prüfung vor. Die Bedingungen bleiben unverändert.
Inhaber des DELF B2 und des DALF sind beim Eintritt in eine französische Universität von der Sprachprüfung befreit.

### DELF junior
Das DELF junior hat die gleiche Struktur wie das normale DELF, nimmt jedoch auf die Interessen der Jugendlichen Rücksicht. Die Diplome sind denen des normalen DELF gleichgestellt.
Zu diesen Prüfungen werden nur Personen zugelassen, die im Schulalter sind.

### DELF scolaire
Das DELF scolaire hat die gleiche Struktur wie das normale DELF. Die Diplome entsprechen ebenfalls dem normalen DELF, ohne zusätzlichen Vermerk. Wie schon beim Junior-Modell wird bei der Themenauswahl auf das Alter der Teilnehmer Rücksicht genommen.
Um das DELF scolaire anbieten zu können, müssen die Bildungsbehörden mit der regionalen französischen Botschaft einen Vertrag abschließen. Anschließend können die vom Vertrag betroffenen Schulen im Einvernehmen mit der Französischen DELF-DALF-Kommission Prüfungsdaten vorschlagen und die Prüfungen autonom durchführen.

### Historisches
Vor der Reform bestand das DELF aus einem 1er Degré (Einheiten A1-A4) und einem 2e Degré (Einheiten A5 und A6). Diese beiden Diplome waren und sind lebenslang gültig. Das Bestehen der einzelnen Einheiten wurde mit Bestätigungen (Attestation de réussite) bescheinigt, die keinen Diplomwert hatten und nur zeitlich beschränkt gültig waren.
Zur zweiten Stufe war zugelassen, wer die erste Stufe bereits erfolgreich abgeschlossen hatte. In manchen Ländern war es außerdem möglich, eine Direkteinstiegsprüfung (genannt ECO 4 für Examen de contrôle) zu absolvieren. Das ECO 4 führte allerdings zu keinem Diplom und war ebenfalls nur zeitlich beschränkt gültig. Es war also keine Alternative zum DELF-I, sondern nur für Leute geeignet, die ohnehin vorhatten, das DELF-II zu absolvieren.
Die Einheit A5 bestand nur aus einem schriftlichen Teil und es konnte eines von drei Gebieten gewählt werden: Ausbildung/Studium, Arbeit und Alltag. Die Einheit A6 umfasste nur eine mündliche Prüfung und es standen vier Bereiche zur Auswahl:
- Sciences humaines et sociales (Gesellschaft, Kultur, Politik, Sport, Freizeit, Varieté)
- Sciences économiques et juridiques (Wirtschaft, Informatik, Recht, Handel, Statistik)
- Sciences de la matière (Mathematik, Physik, Chemie, Geologie)
- Sciences de la vie (Biologie, Botanik, Medizin, Biochemie, Zoologie, Pharmakologie)

Die Wahlfreiheit beschränkte sich allerdings ausschließlich auf das große Gebiet. So konnte ein Mathematiker einen Fachartikel zum Thema Geologie erhalten oder ein Jurist einen zum Thema Informatik.

## DALF(Diplôme approfondi de langue française)
Seit der Reform besteht das DALF aus zwei Einheiten. Inhaber des DALF sind beim Eintritt in eine französische Universität von der Sprachprüfung befreit.

### C1
Der Kandidat ist nun auf dem oberen Niveau. Er kann selbstständig und ohne Schwierigkeiten Diskussionen und Gespräche einleiten und verwendet dabei einen großen sowie adäquaten Wortschatz. Er spricht spontan, flüssig und klar strukturiert. Er zeigt, dass er die Sprachstrukturen beherrscht.
Die Prüfung besteht aus folgenden Teilen:
- Hörverstehen: Fragen zu einem langen Dokument (ca. acht Minuten, zweimal abgespielt) sowie zu verschiedenen kurzen Dokumenten (Werbespots o. ä.). Insgesamt dauert das Hördokument ca. zehn Minuten.
- Leseverstehen: Fragen zu einem literarischen oder journalistischen Text von 1500 bis 2000 Wörtern.
- Schreiben: Verfassen einer Synthese aus verschiedenen Textdokumenten (Total ca. 1000 Wörter) sowie eines Argumentariums auf der Basis dieser Dokumente. Zur Wahl stehen zwei Fachgebiete: Natur- oder Geisteswissenschaften.
- Sprechen: Vortrag gefolgt von einer Diskussion mit der Jury. Es gibt die gleichen Fachgebiete wie für den schriftlichen Teil zur Auswahl.

Die gesamte Prüfung dauert vier Stunden, wobei 150 Minuten auf das Schreiben entfallen. Der mündliche Teil sieht 60 Minuten Vorbereitungszeit, gefolgt von 30 Minuten Prüfung vor. Die Bedingungen bleiben unverändert.

### C2
Der Kandidat muss nun beweisen, dass er akademische oder sonstige weiterführende Aufgaben lösen kann. Von ihm werden eine präzise, adäquate Sprache sowie ein gewandter Ausdruck erwartet.
Die Prüfung besteht aus folgenden Teilen:
- Hörverstehen und Sprechen: Hördokument (zweimal gespielt) zusammenfassen, eigene Ausführungen zum behandelten Problem machen und anschließend eine Diskussion mit der Jury führen. Es stehen erneut die beiden Fachbereiche Geistes- oder Naturwissenschaften zur Auswahl.DALF von 2003, Rückseite

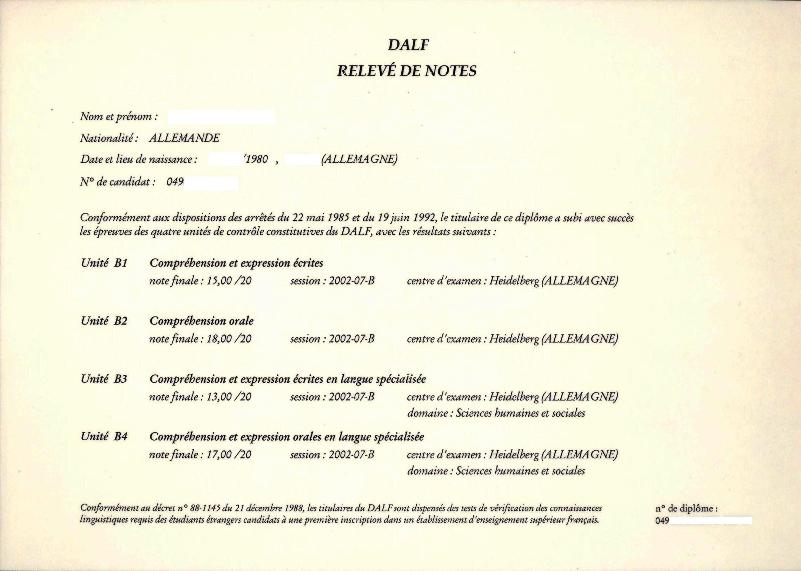
DALF von 2003, Rückseite

- Textverstehen und Schreiben: Produktion eines strukturierten Textes (Artikel, Rede, Bericht) anhand eines Informationsdossiers im Umfang von 2000 Wörtern.

Der schriftliche Teil dauert 3h30, der mündliche besteht aus einer Stunde Vorbereitung und 30 Minuten Prüfung. In jeder Disziplin können je 50 Punkte erreicht werden.

### Historisches

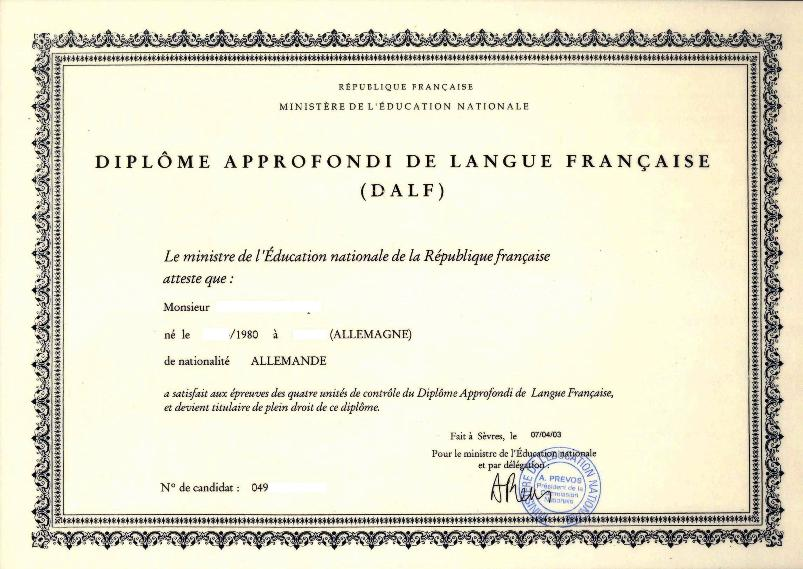
DALF von 2003, Vorderseite

Das DALF bestand früher aus vier Einheiten, die in beliebiger Reihenfolge absolviert werden konnten. Diese teilten sich auf in je eine mündliche und schriftliche für den allgemeinen und den spezifischen Sprachgebrauch in einem aus einem Katalog wählbaren Fachbereich.
Zum DALF war zugelassen, wer das DELF-II erreicht hatte. Es war aber in einigen Ländern auch möglich, die Zulassungsprüfung EAD (Examen d'accès direct au DALF) zu absolvieren. Diese hatte keinen Diplomwert und war nur zeitlich befristet gültig (zwei Jahre). Somit war dies nur für Leute interessant, die ohnehin vorhatten, das DALF zu absolvieren, und bot keine Alternative zum DELF-II.

## TCF Tout Public - Test de connaissance du français
Neben DELF und DALF bietet France Éducation international (eine öffentliche, mit der internationalen Ebene betraute Einrichtung) im Auftrag des frz. Bildungsministeriums ebenfalls den in der Schweiz anerkannten Test TCF Tout Public - Test de connaissance du français an. Der von France Éducation International erarbeitete „TCF-Französischtest“ ist von der Direktion für Hochschulwesen, den Hochschulbehörden, den universitären Sprachzentren in Frankreich und im Ausland sowie den behördlichen Stellen und den verschiedenen, für die Lehre der französischen Sprache im Ausland zuständigen Institutionen anerkannt. Anhand des in 11 Sprachen übersetzten Rasters der Niveaus und der Interpretation der Noten können die Nutzer (aus Bildungswesen und Arbeitswelt) genau nachvollziehen, was ein Kandidat, der die TCF-Prüfung abgelegt hat, kann. Der TCF-Tout-Public-Französischtest (kompletter Test mit obligatorischen und ergänzenden Prüfungen) wird in der Schweiz auch von Fide anerkannt und bietet den schnellsten Weg zum „Schweizer fide-Sprachenpass“. Das Staatssekretariat für Migration (SEM) führt eine Liste mit anerkannten Sprachzertifikaten. 

### Testinformationen TCF Tout Public
Es kann aus verschiedenen Prüfungsvarianten ausgewählt werden.
1. Obligatorische Prüfungen auf dem Computer: ca. 1 Std. 30 Min.
  - Mündliches Verständnis (CO)
  - Beherrschung der sprachlichen Strukturen (SL)
  - Schriftliches Verständnis (CE)
2. Ergänzende Prüfungen
  - Mündlicher Ausdruck (EO) 12 Min. *
  - Schriftlicher Ausdruck (EE) 1 Std. *

Die Ergebnisse des TCF Tout Public werden Kandidaten innerhalb von 15 Arbeitstagen mitgeteilt.

### Prüfungsanmeldung und Prüfungsorte Schweiz
Der Französischtest TCF Tout Public (TP) - Test de connaissance du français kann in der Schweiz bei „Swiss Exams – TCF Centre de passation“ abgelegt werden. Swiss Exams bietet monatlich mehrere TCF-TP-Prüfungsdaten an verschiedenen Standorten in der Schweiz an.

## Umwandlung
Ältere Diplome können nach einem bestimmten Schema umgewandelt werden. Dabei gelten die folgenden Entsprechungen:
| Bestandene Prüfungen | berechtigen neu zu |
| -------------------- | ------------------ |
| A1 oder A2           | A1                 |
| A1 und A2            | A2                 |
| A3                   | A2                 |
| A1-A3                | A2                 |
| A3 und A4            | B1                 |
| A1, A2, A4           | B1                 |
| B1, B2, B4           | C1                 |
| DELF scolaire 1      | A2                 |
| DELF scolaire 2      | B1                 |

Es fallen zwei Dinge auf:
- die Einheit A3 führt auch ohne A1 und A2 zum neuen A2.
- für das neue B1 wird die Einheit A3 nicht unbedingt benötigt, welche von vielen Kandidaten als schwieriger als A4 empfunden worden war.

Für bereits erhaltene Diplome (DELF-I mit A1-A4, DELF-II mit A5+A6, DALF mit B1-B4) gibt es keine Äquivalenzen; sie bleiben unverändert und lebenslang gültig.
Umwandlungsgesuche müssen an das Prüfungszentrum gestellt werden, bei dem man seine Einheiten abgeschlossen hat. Die entsprechenden Einheiten müssen vor dem 31. August 2005 abgelegt worden sein, für die Schweiz gilt eine Sonderregelung.